# Mákri (Évros)
Pour les articles homonymes, voir Makri (homonymie).
Mákri (en grec moderne : Μάκρη) est un village et un district municipal du dème d'Alexandroúpoli, dans le district régional de l'Évros, en Grèce. 
Selon le recensement de 2021, le village compte 790 habitants tandis que le district municipal compte 1 811 habitants. Mákri est situé sur la côte de la mer de Thrace, à 12 km à l'ouest du centre-ville d'Alexandroúpoli. Mákri a une sortie sur l'autoroute Egnatía Odós (A2), qui passe au nord du village.